# An Inspector Calls
An Inspector Calls è un film del 1954 diretto da Guy Hamilton.
La pellicola è il primo adattamento cinematografico dell'opera teatrale Un ispettore in casa Birling (An Inspector Calls) del 1945 del drammaturgo britannico John Boynton Priestley.

## Trama
Nel 1912 la famiglia Birling, dell'altissima borghesia di Brumley, è a cena per celebrare il fidanzamento della giovane Sheila con il nobile Gerald Croft. Mentre la serata sta per volgere al termine e si discute del più e del meno, giunge dal nulla un uomo, che si presenta come l'ispettore Poole, che informa i presenti della morte in ospedale di una ragazza, Eva King, che avrebbe ingerito del disinfettante.
Nessuno sembra conoscere questa ragazza, di estrazione popolare, ma l'ispettore è certo che almeno il capofamiglia Arthur vi abbia avuto a che fare. Dopo avere mostrato solo a lui una foto, in effetti l'uomo si ricorda di quella che è stata una sua dipendente, da lui licenziata circa due anni prima, in quanto "piantagrane" che rivendicava con le compagne un aumento di stipendio.
La bella ragazza avrebbe poi trovato impiego come commessa in un negozio di moda dal quale fu licenziata poco dopo per le lamentele di una cliente. E qui entra in ballo Sheila, che anche lei riconosce la foto, e realizza di come il nervosismo di una giornata storta e l'invidia per la bellezza di quella commessa, le fecero avere quella reazione con la quale minacciò di non tornare più in quel negozio se vi avesse rivisto quella ragazza.
Il racconto dell'ispettore prosegue con la vicenda della ragazza che, sul lastrico, facendosi passare con il nome di Daisy Renton, venne aiutata da un generoso Gerald Croft che poi la ospitò in un suo appartamento e ne divenne amante. Sheila e gli altri sono scioccati da questa rivelazione anche se Gerald spiega che si trattò di una breve relazione poi troncata, sebbene appare chiaro che lei fosse realmente innamorata.
Quindi viene coinvolta anche una sdegnata sig.ra Birling. Pare infatti che, nel ruolo di responsabile di un comitato di beneficenza, proprio pochi giorni prima abbia rifiutato l'aiuto ad una giovane donna bisognosa e incinta, Eva Smith, per l'appunto. La signora, scagliandosi poi contro l'uomo che avrebbe messo incinta e abbandonato la ragazza, non coglie le pesanti allusioni a riguardo dell'ispettore Poole, dirette verso il figlio Eric.
Questi, che si era assentato, torna giusto in tempo per rivelarsi essere il padre del bambino mai nato di Eva Smith.
Tutti i presenti hanno colpe e su tutti grava una parte del peso del presunto suicidio della ragazza, ma mentre Sheila ed Eric sembrano coscienti delle loro responsabilità, i genitori minimizzano. Gerald, invece, che con il "congelamento" del suo fidanzamento era uscito a riflettere, ha scoperto che a Brumley non esiste alcun ispettore Poole e quindi si precipita a riferire la cosa agli altri. 
Si scopre poi che non è morta alcuna ragazza di suicidio e che probabilmente quel sedicente ispettore ha messo insieme le storie di più ragazze facendo sì che ognuno dei presenti affrontasse proprie responsabilità personali.
Arthur e signora tirano un sospiro di sollievo, i figli mostrano invece di aver imparato la lezione. In fine giunge una telefonata dal vero ispettore che informa della morte per avvelenamento di una ragazza e del suo arrivo dai Birling per delle indagini. Nella casa scende il gelo mentre l'ispettore Poole si è come dissolto nel nulla.

## Produzione
La pellicola è stata realizzata interamente negli Shepperton Studios.